# Pokémon Mini
Pokémon Mini (ポケモンミニ) (estilizado Pokémon mini) é um console portátil desenhado e fabricado pela Nintendo e cujo tema é a franquia de mídias multi-bilionária Pokémon. É o menor sistema de jogos com cartucho intercambiável alguma vez produzido pela Nintendo, pesando apenas 70 gramas. O portátil foi primeiramente lançado na América do Norte no dia 16 de Novembro de 2001, no Japão no dia 14 de Dezembro do mesmo ano e na Europa no dia 15 de Março do ano seguinte. O Pokémon mini foi lançado em três cores diferentes: verde Chikorita, roxo Smoochum e azul Wooper.

## Jogos
- Pokémon Party Mini
- Pokémon Pinball Mini
- Pokémon Puzzle Collection
- Pokémon Tetris Mini
- Pokémon Zany Cards

### Exclusivos Japão
- Pokémon Puzzle Collection 2
- Pichu Bros Party Mini
- Pokémon Race Mini
- Togepi Adventure
- Pokémon Breeder Mini